# 中村正雄
中村正雄（日语：中村 正雄，1892年5月15日—1939年12月25日 †），日本軍人，在1939年11月底的廣西南寧崑崙關戰役中作為少將指揮官陣亡，死后被追贈陸軍中将军衔。

## 經歷
石川縣出身，父中村三雄。就讀過金澤第一中學校、名古屋地方幼年學校、中央幼年學校等校。1913年5月，日本陸軍士官學校（25期）畢業。同年12月，獲委任為陸軍少尉分派至步兵第35聯隊。1920年11月，日本陸軍大學校（32期）畢業。
歷任參謀本部勤務軍官、參謀本部人員、法國大使館武官補佐官、陸大教官、參謀本部人員、步兵第18聯隊大隊長、日本陸軍步兵學校教官、意大利大使館武官、參謀本部人員兼軍令部部人員、第12師團參謀長、參謀本部通信課長等職務。1939年3月，晉升陸軍少將。
抗日戰爭時擔任日軍步兵第21旅團長。1939年11月，參加南寧攻略作戰。月末南寧日軍進軍受挫，與國民革命軍在廣西崑崙關戰役激戰戰死，杜聿明亲自为他立碑。死後，日方特別晉升陸軍中將。

## 家族親族
- 岳父：藤室松次郎（陸軍大佐）